# Sandringham (Canada)
Sandringham is een gemeente (town) in de Canadese provincie Newfoundland en Labrador. De gemeente ligt op het schiereiland Eastport aan de oostkust van het eiland Newfoundland.

## Geschiedenis
Het dorp werd in 1939 gesticht door de Commission of Government die het Dominion Newfoundland toen bestuurde. Het was een van acht gelijkaardige landbouwnederzettingen die de Commission stichtte met als doel het dominion minder afhankelijk van de visserij te maken.
In 1968 werd het dorp een gemeente met de status van local government community (LGC). In 1980 werden LGC's op basis van The Municipalities Act als bestuursvorm afgeschaft. De gemeente werd daarop automatisch een community om een aantal jaren later uiteindelijk een town te worden.

## Geografie
Sandringham ligt relatief centraal op het Oost-Newfoundlandse schiereiland Eastport, vlak bij de oevers van de Northeast Arm. Dat is een lange, smalle zijarm van de Alexander Bay, dewelke zelf een zijbaai is van de grote Bonavista Bay. De gemeente grenst in het oosten aan de gemeente Eastport en in het zuidwesten aan het Nationaal Park Terra Nova. Ze wordt doorkruist door provinciale route 310.

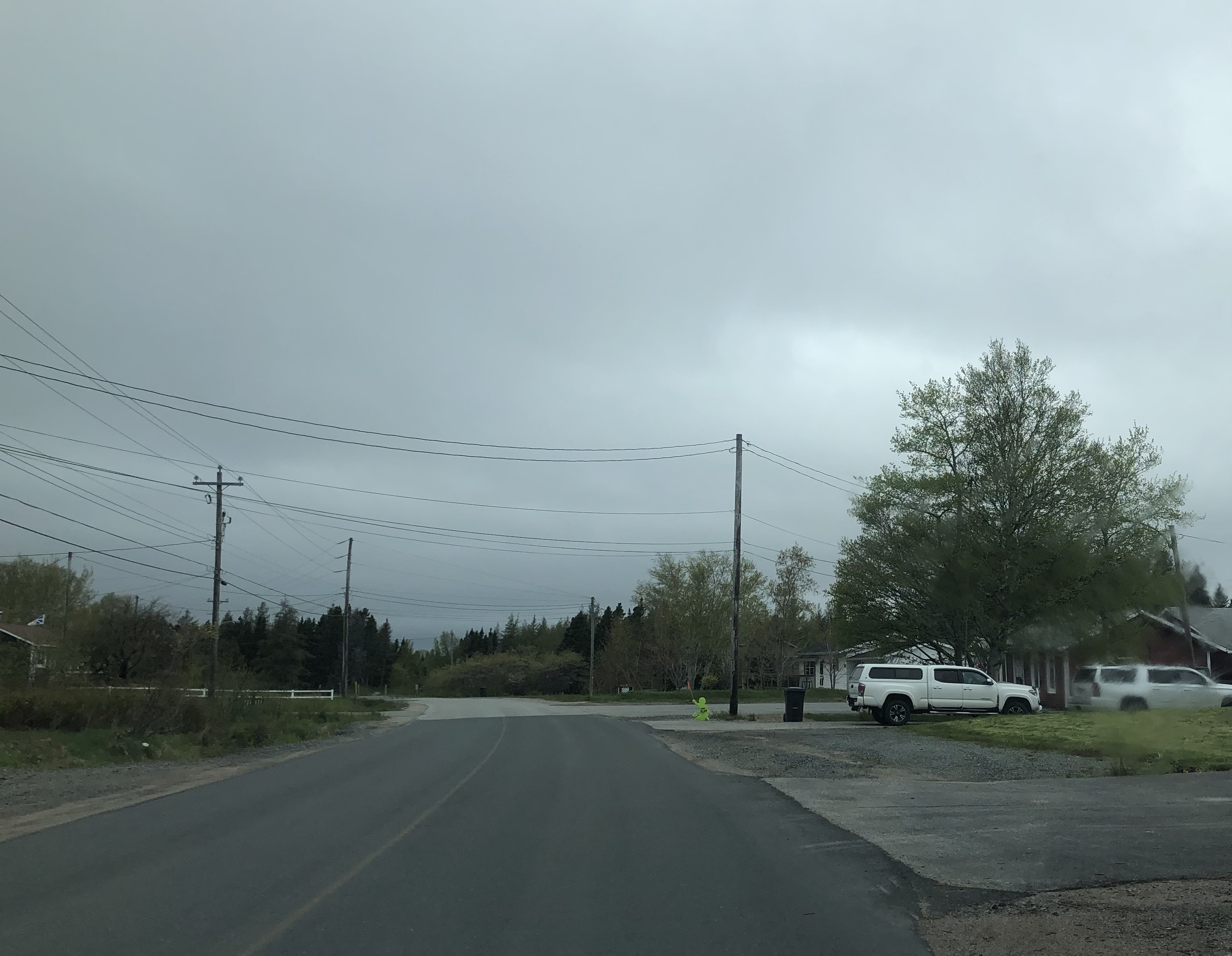
Bebouwing centraal in Sandringham
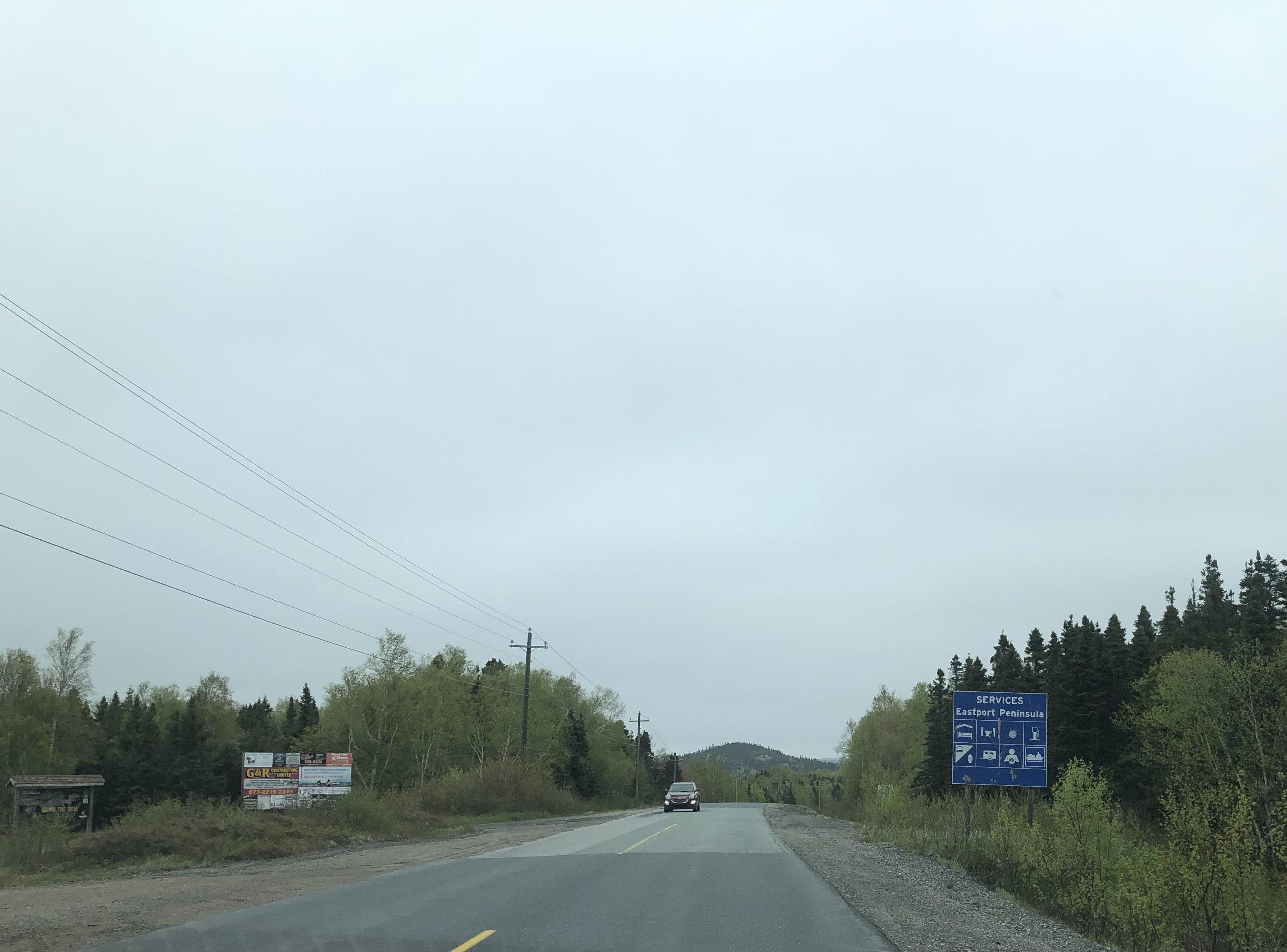
Borden langs de NL-310 bij het binnenrijden van Sandringham vanuit het westen

## Demografie
Demografisch gezien is Sandringham, net zoals de meeste kleine dorpen in de provincie, aan het krimpen. Tussen 1991 en 2021 daalde de bevolkingsomvang van 308 naar 205. Dat komt neer op een daling van 103 inwoners (-33%) in dertig jaar tijd.
| Demografische ontwikkeling van Sandringham tussen 1951 en 2021 |
| -------------------------------------------------------------- |
|                                                                |
| Bron: 1951–1986, 1991–1996, 2001–2006, 2011–2016, 2021         |